# 加沙种族灭绝的涉嫌行为

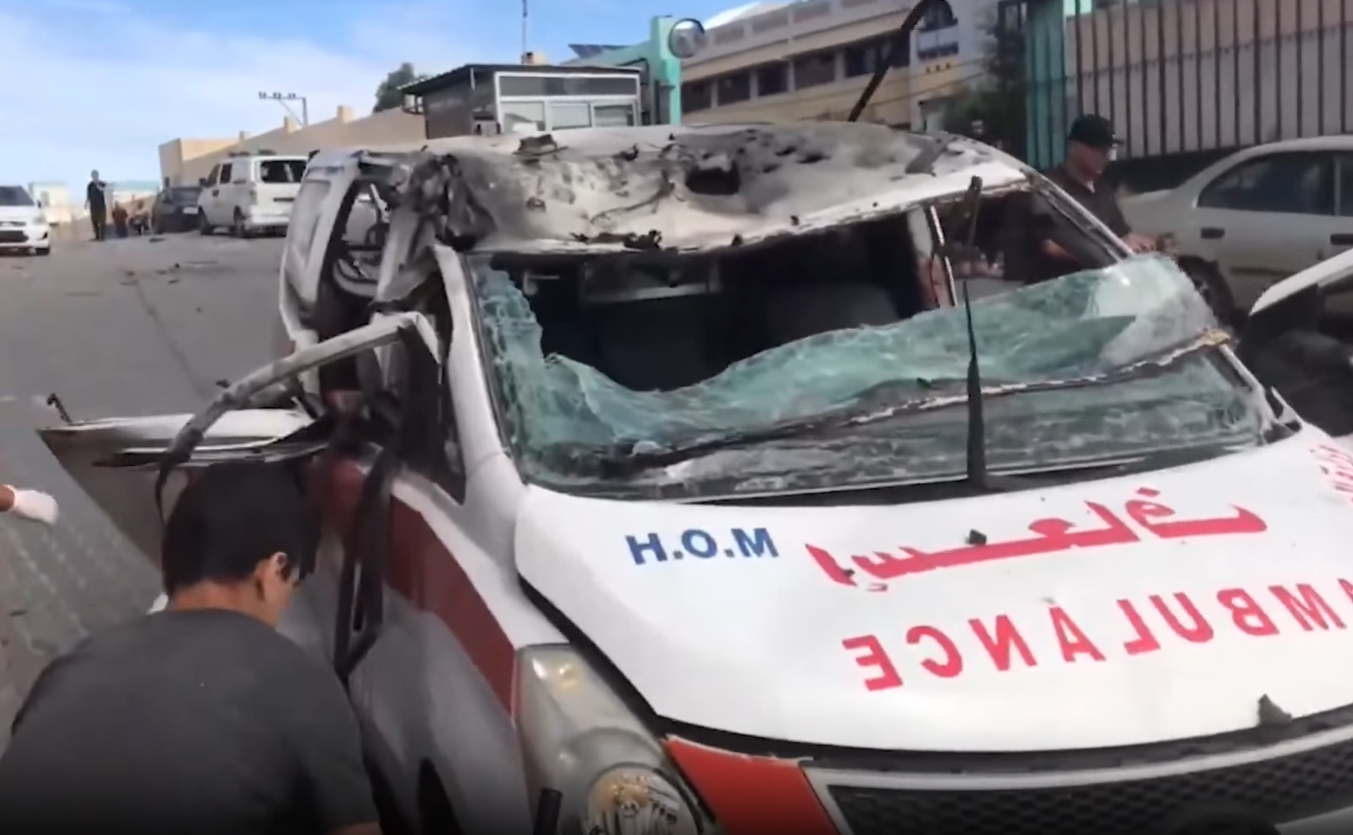
巴勒斯坦红新月会在加沙地带汗尤尼斯运营的救护车，在遭以色列军事空袭后受损严重

在加沙种族灭绝中，以色列有诸多行为被指控为种族灭绝。自2023年10月7日以来，以军被指控任意进行大规模逮捕和拘留；法外杀害手无寸铁的巴勒斯坦被拘留者、医生和工人；威胁进行残害、杀害、纵火和强奸；还对未经合法指控即被拘留的巴勒斯坦人实施酷刑。它还被指控对数十所学校和医院使用过度武力；偷窃；对巴勒斯坦人的尸体进行残酷和不必要的亵渎和残害；并且没有区分或没有充分区分哈马斯军队和平民。:11-12针对各种文化和教育场所的破坏也被视为种族灭绝行为，:8使用白磷等非常规武器也被定性为种族灭绝行为。:8
2023年11月，拉兹·西格尔详述了以军正在进行的三项具有种族灭绝性质的行动：杀戮行为、造成严重身体伤害和实施旨在摧毁巴勒斯坦人生存基础的战略措施。作为证据，他指责以军通过摧毁加沙大片地区和对基本物资实施严格封锁，发动了全面战争。
2024年4月，联合国健康权问题特别报告员特拉伦·莫福肯表示：“医疗设施遭到的破坏持续加剧，严重程度尚无法完全量化”。她说，以色列尚未回应她对局势的担忧，她也未能访问巴勒斯坦领土或以色列。但她表示，以色列显然在“通过轰炸来杀害巴勒斯坦平民，或对其造成无法弥补的伤害”，她还说，“他们还故意制造饥荒、长期营养不良和脱水”，并指责以色列“种族灭绝”。莫福肯表示，加沙目前的局势“与健康权完全不相容”。

## 制造饥荒
2024年2月26日，人权观察和国际特赦组织均发表声明，称以色列阻止援助进入加沙，未能遵守国际法院1月26日的防止种族灭绝的裁决。两份声明都提到了对加沙长达16年的封锁，而且自10月9日以来愈演愈烈。国际难民组织的一份报告称，以色列“持续无端阻碍加沙境内的援助行动”。历史学家梅拉妮·塔尼利安（Melanie Tanielian）认为，饥饿、饥荒和封锁应该与大规模轰炸一样被视为种族灭绝的手段。她引用了A·德克·摩西的主张称，不要忽视那些不太引人注意的暴力形式对人口所造成的打击，:2并强调在其它多起种族灭绝事件中，饥荒和饥饿都被用作毁灭手段。:3-4卜采莱姆在4月的一份报告中称，正在发生的饥荒是“以色列蓄意和有意识的政策的产物”。:7
2023年10月，世界粮食计划署警告加沙的粮食供应正在减少，:6-712月联合国报告称，加沙一半以上的人口处于“饥饿”状态，超九成的人每天都没有东西吃，48%的人处于“极度饥饿”。巴勒斯坦外长兼巴勒斯坦民族权力机构成员里亚德·马利基表示，以色列正在把饥饿当作武器：“他们挨饿，是因为以色列故意将饥饿作为战争武器，以消灭被占领土的人民。”一名以色列官员称这一指控是“血腥诽谤”（blood-libellous）和“臆想”（delusional）。2023年12月，人权观察组织同样发现，以色列正将饥饿作为战争武器，故意剥夺食物和水的供应。2024年1月16日，联合国专家指责以色列“破坏加沙的粮食体系，并将粮食作为对付巴勒斯坦人的武器”。
法学教授兼食物权问题的联合国特别报告员迈克尔·法赫里表示，以色列“犯有”（culpable）种族灭绝罪，因为“以色列宣布意图全部或部分消灭巴勒斯坦人，仅仅因为他们是巴勒斯坦人”，而且因为以色列通过迟滞人道主义援助和“故意”摧毁“加沙的小型渔船、温室和果园”来阻止巴勒斯坦人获得食物。“我们从未见过平民如此迅速、如此彻底地如此挨饿，这是饥饿专家的共识。以色列不仅针对平民，还试图通过伤害巴勒斯坦儿童来摧毁巴勒斯坦人的未来。”自国际法院裁决以来，以色列允许进入加沙的援助卡车数量减少了40%。国际法院在3月份重申临时措施时强调，“最近几周加沙地带的巴勒斯坦人经历了前所未有的粮食危机，以及不断增加的流行病风险”，:5并确认自法院1月份发布命令以来，“以色列没有遵守规定”，导致“灾难性的生活条件”进一步恶化。:6

## 破坏生存条件
马克·利文和伊莉丝·塞默吉安（Elyse Semerdjian）均认为，大规模毁坏基础设施的行为与以色列自2006年以来针对加沙实施的达希耶主义有关。利文将其称为城市毁灭，以及种族灭绝工具。:6-7:2

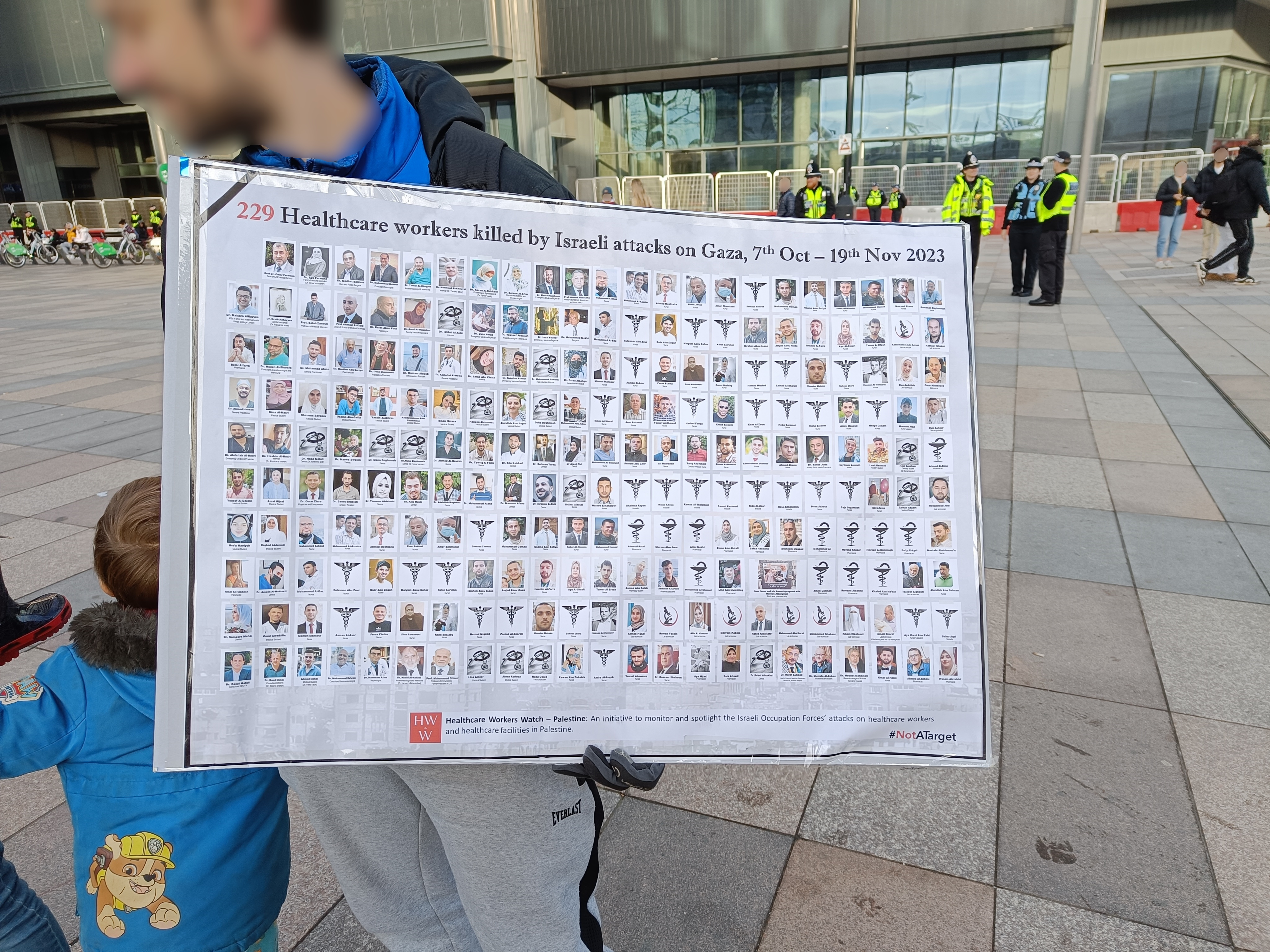
在以色列袭击中丧生的加沙医护人员的照片，2023年11月25日

在2023年11月的《柳叶刀》和2024年2月的《BMJ全球健康》杂志上发表的文章中，多名医生详细说明了他们如何依其专业意见，将以加沙医疗基础设施和医务人员为目标，叠加以色列政客各种各样的公开的种族灭绝言论，归为种族灭绝。法律学者也支持这一结论。:11由于以色列的袭击，加沙医疗系统面临多种人道主义危机：医院面临燃料短缺，并从10月23日起因燃料耗尽而开始关闭。当医院完全断电时，新生儿重症监护室有多名早产儿死亡。以色列的空袭造成大量医务人员死亡，大量救护车、卫生机构、医疗总部和医院被摧毁。:11无国界医生报告称，数十辆救护车和医疗设施遭损坏或摧毁，其中有无国界医生的工作人员丧生。10月下旬，加沙卫生部表示，医疗系统已“彻底崩溃”。
2024年3月11日，12个以色列人权组织签署了一封公开信，指责以色列未能遵守国际法院的裁决，没有为人道主义援助提供便利以防止种族灭绝。
据联合国估计，截至2024年8月25日，加沙220万人中的大多数被困在约15平方英里（约为曼哈顿面积的2/3）的人道主义区域内，这导致环境拥挤且严重缺乏净水等基本服务，以及疾病在人群中广泛蔓延，例如丙型肝炎。

## 杀戮平民
联合国人权专家弗朗西斯卡·阿尔巴尼斯为联合国准备了一份报告，指出“有合理的理由相信”以色列正在加沙进行种族灭绝，并主张据此实施全球武器禁运。她说，种族灭绝行为包括“杀害该团体的成员；对团体成员造成严重的身心伤害；故意对该团体施加某种生活条件，以便全部或部分地毁灭它”，并强调70%的被杀害者是妇女儿童，而且以色列也未能证明其余30%的成年男性是哈马斯战士。
3月底有报道称，以色列已在加沙划定未标记的“杀戮地带”，出现在那里的任何平民都会被射杀。
2024年6月，美联社一项调查发现，以色列在加沙的行动正以“前所未有的程度”，甚至整户杀死巴勒斯坦人。
2024年12月，据以色列《国土报》报道，多名以色列士兵承认以军于内察里姆走廊地区对巴勒斯坦人进行了“无差别攻击”，以军方则表示拒绝承认相应指控。